# نيكا شاكرمي
 
نيكا شاكرمي (2005 - 2022) إحدى المتظاهرات الشابات اللواتي شاركن في احتجاجات عام 2022 في إيران، والتي تعرضت للتعذيب والقتل على يد القوات القمعية للجمهورية الإسلامية. وفي مكالمتها الأخيرة في 29 سبتمبر، قالت لخالتها: إن عناصر الشرطة يبحثون عني في شارع كيشافارز (كشاورز) في طهران. ثم اختفى أثرها بعد ذلك. ولكن بعد 10 أيام، تعرفت أسرتها على جثتها مشوّها في كهريزك، ثم سرق رجال الأمن جثتها ودفنوها سرا.
وبحسب أنباء غير مؤكدة ورد فيها آثار احتمال تعرضها للاعتداء الجنسي وسرقة أعضائه الداخلية من قبل قوات الجمهورية الإسلامية. وقد اتهمت منظمة حقوق الإنسان الإيرانية علي خامنئي بقتلها.

## المقتل
اختفت نيكا شاكرمي في 20 سبتمبر 2022 في جادة كيشافارز بطهران. في 29 سبتمبر 2022، تعرفت عائلتها على جثتها في كهريزك بعد أن قامت عائلتها بالبحث عنها في جميع السجون والمعتقلات ومكاتب الأمن والمستشفيات منذ ليلة الثلاثاء 29 سبتمبر وكانت نيكا متاحة حتى حوالي الساعة 7:00 صباحًا في 20 سبتمبر وبعد ذلك تم إغلاق هاتفها المحمول.

## تقرير من مكتب المدعي العام الجنائي في طهران
وبحسب نادي الصحفيين الشباب، نقلاً عن رئيس مكتب المدعي العام الجنائي في طهران: «أثناء تشريح الجثة وفحص الجثة، لوحظت آثار كسور، مما يشير إلى أن الشخص قد رمى من علو. وبحسب الاستفسارات تبين ان الشخص رمى على الأرض». وأضاف: «في الكشف الطبي الشرعي، لم يتم العثور على آثار رصاص وطلقات في جسدها».
1. ↑  وصلة مرجع: https://www.spiegel.de/ausland/nika-shakarami-tod-der-teenagerin-befeuert-proteste-in-iran-a-ccdbcabf-8188-4cff-b70c-2cabe871f54b. الوصول: 4 أكتوبر 2022.
2. 1 2 3 4  وصلة مرجع: https://www.hamshahrionline.ir/news/710131.
3. ↑  كذبة نيكا وسارينا الإنجليزية نسخة محفوظة 12 أكتوبر 2022 على موقع واي باك مشين.